# Jozef Guislain

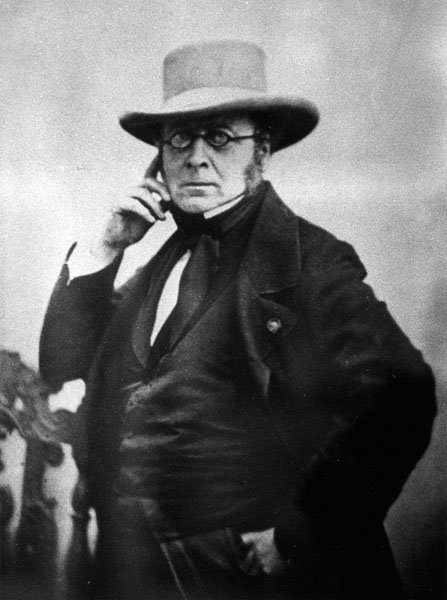
Portret van Jozef Guislain

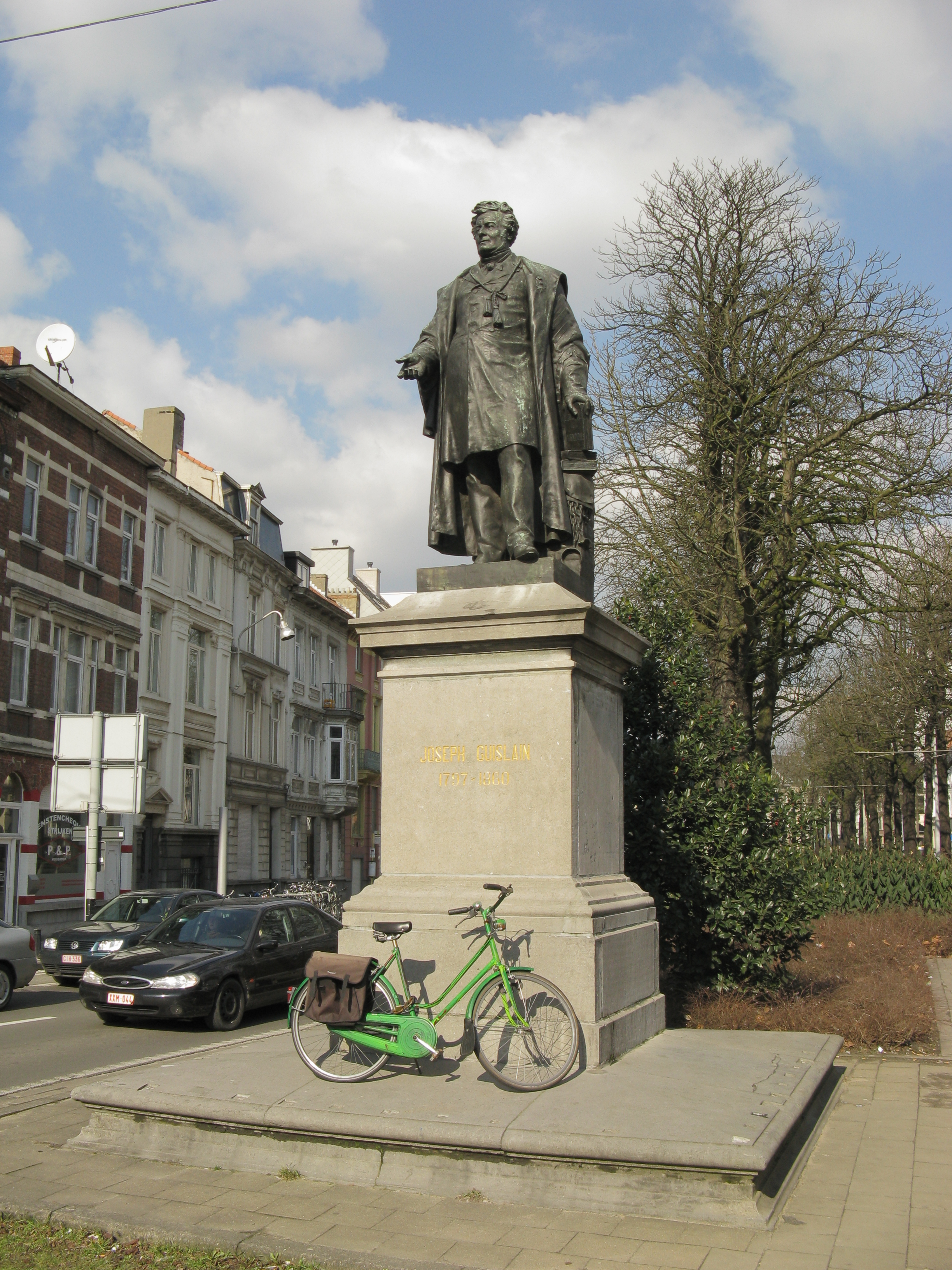
Standbeeld van Dr. Guislain in Gent (Albert Hambresin, 1887)

Jozef Guislain (Gent, 14 pluviôse van het jaar V, dit is 2 februari 1797 en overleed er 1 april 1860) was een arts die zich als een der eerste in België specialiseerde in het behandelen van geestesziekten. Hij ijverde voor een humane behandeling en bouwde het eerste 'gesticht' uit, volgens moderne concepten. Hij werkte samen met de jonge katholieke congregatie van de Broeders van Liefde, meer bepaald met kanunnik Petrus Jozef Triest (1760-1836). Samen ijverden ze voor een morele behandeling van psychiatrische patiënten. Jozef Guislain was van betekenis op drie manieren: hij introduceerde de wetenschappelijke behandeling als hoofd van de Gentse psychiatrische instellingen, hij publiceerde en doceerde als hoogleraar aan de Gentse universiteit en hij klaagde als activist de mistoestanden aan in de Belgische psychiatrie en ijverde voor een wettelijk kader en een aangepast onderkomen. De site van het psychiatrisch hospitaal dat hij in 1857 liet bouwen is sinds 1986 voor een deel tot een museum omgebouwd en heeft de naam museum Dr. Guislain gekregen.

## Biografie

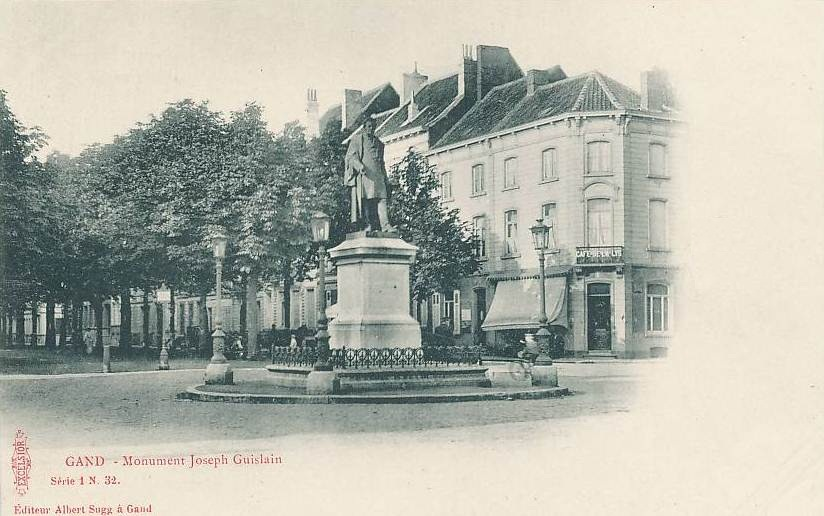
Vroegere afbeelding van het monument

Guislain werd geboren in een welgesteld architectenmilieu, hij was de oudste zoon van Cornelius Guislain en Constantia-Francisca de Landtsheer. Hij studeerde geneeskunde aan de École de Médecine en in 1817 werd hij student aan de faculteit geneeskunde van de pas opgerichte universiteit in Gent. In 1819 was hij een van de eersten die aan deze universiteit promoveerden tot doctor in de geneeskunde, met het proefschrift ‘De exhalationibus sanguinis in genere’ of ‘Over de bloederige uitwasemingen in het algemeen’. Hij toonde al vroeg belangstelling voor de verpleging van geesteszieken. In 1825 werd hij door de Provinciale Commissie voor geneeskunde van Noord-Holland bekroond voor zijn studie die het jaar daarop in twee delen werd gepubliceerd onder de titel Traité sur l'aliénation mentale et sur les hospices des aliénés en die internationale weerklank kreeg.
Als gevolg van de erkenning die hij hierdoor verkreeg, werd hij in 1828 door de bemiddeling van kanunnik Triest benoemd tot bijzonder geneesheer van de twee Gentse instellingen voor krankzinnigen. Hij kon, dankzij de voorbereidende studies en werkzaamheden van de kanunniken Triest en Papeleu, zijn activiteiten aanvatten in voor die tijd ongekend moderne omstandigheden en ruimten. Ghislain en Triest stelden een nieuw reglement op voor de werking van de instellingen, met talrijke voorzieningen van medische en hygiënische aard, met richtlijnen over menswaardige opvang, gezonde en gevarieerde voeding, degelijk opgeleid personeel, nuttige bezigheden voor de zieken, strikte beperking van dwangmiddelen, respecteren van het beroepsgeheim, enz. In menig opzicht betekende dit reglement een fundamentele ommekeer en werd het weldra door alle psychiatrische inrichtingen in het land overgenomen.
Vanaf 1831 werd Guislain betrokken bij de initiatieven die door het nieuwe koninkrijk België werden genomen, onder de leiding van Edouard Ducpétiaux, voor de noodzakelijke verbeteringen aan de instellingen voor krankzinnigen.

Bijna alle inrichtingen waren in oude gebouwen ondergebracht en geen enkele beantwoorde volledig aan de eisen van een verpleeginrichting, die naam waardig. De medische zorg was slecht georganiseerd, de registers voor opname en ontslag van de patiënten werden niet voldoende bijgehouden. Weinig of geen aandacht werd besteed aan de tewerkstelling van de patiënten en ook de ontspanning van de zieken werd verwaarloosd. Erger nog, de meeste instellingen werden beheerd door personen die hun taak als winstgevend bedrijf opvatten, al maakte de kommissie op dit punt graag een eervolle uitzondering voor de instituten, bediend door kloostercongregaties.
— Rapport onderzoekscommissie 1840

In 1835 werd Guislain hoogleraar aan de Gentse universiteit, belast met de cursussen Menselijke en vergelijkende fysiologie en Geschiedenis van de geneeskunde en de hygiëne. In de volgende jaren publiceerde hij verschillende studies en rapporten over de toestand van de psychiatrische geneeskunde in België. Samen met Ducpétiaux lag hij aan de basis van de wet van 1850 op de behandeling van de krankzinnigen, die steunde op de voorstellen die beiden al vanaf 1832 hadden ontwikkeld.
Guislain zocht ook langs politieke weg steun voor zijn ideeën en initiatieven. Hij werd in 1848 tot Gents gemeenteraadslid gekozen en in 1851 herkozen. Hij werd ook tot provincieraadslid gekozen. Hij maakte gebruik van de tribune die gemeenteraad en provincieraad hem boden om zijn ideeën in de politieke wereld ingang te doen vinden. In 1854 nam hij afscheid van de politiek.

## Morele therapie

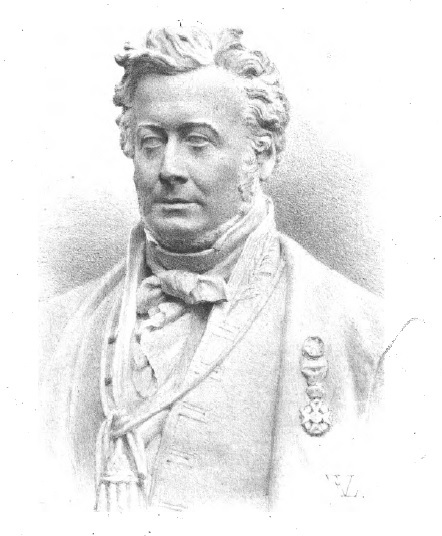
Dr Joseph Guislain door Antoine Van Eenaeme circa 1862.

### Oorzaken van geestesstoornissen
Geestesstoornissen waren volgens Guislain vooral mentaal en niet lichamelijk van aard: een gevolg van overgevoelige of prikkelbare hersenen en in mindere mate het gevolg van een lichamelijke gebreken zoals ouderdom, ziekte (cholera) of alcoholisme. In 1835 schat Guislain dat bij negentig procent van de geesteszieken een mentale oorzaak de ziekte veroorzaakt. In 1852 laat hij het cijfer zakken naar 66 procent. Zijn denken weerspiegelt de evolutie die de psychiatrie toen doormaakte. Guislain zoekt de oorzaken in de psyché, maar bestudeerde daarnaast de hersenen om hersenafwijkingen op te sporen.

### Therapie
Voor zijn therapie baseerde hij zich op de morele behandeling naar zijn Franse voorgangers Philippe Pinel, de vader van de moderne psychiatrie en Jean-Etienne Dominique Esquirol. Deze behandeling bestond er zieken te activeren door middel van het werken, de kunst of via de godsdienst. De leegheid van het bestaan was een mogelijke oorzaak voor geestesziekte. Traditionele geneesmiddelen (aderlatingen, kruiden, dieet) bleven in gebruik. De idealistische ideeën van Jean-Jacques Rousseau speelden hier mee: de mens is van nature goed, de maatschappij maakt slecht. Dus is een terugkeer naar de natuur noodzakelijk.
Onder de stuwende kracht van Guislain formuleerde een vierkoppige commissie in 1844 een wetsontwerp voor "de behandeling der krankzinnigen en de organisatie van de krankzinnigengestichten." De visie die hij samen met Petrus Jozef Triest (stichter van de Broeders van Liefde) ontwikkelde, vond haar weg naar het parlement die in 1850 de wet goedkeurde. Het Gentse stadsbestuur kwam in 1851 over de brug. De bouw van een psychiatrisch centrum net buiten de Brugse Poort werd goedgekeurd en stadsarchitect Adolphe Pauli boog zich over de ontwerpen die de arts sinds 1824 constant bijwerkte.

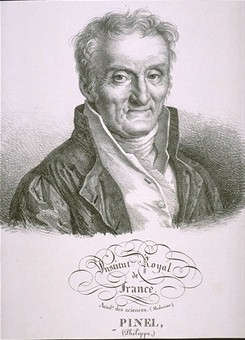
Ph. Pinel (1745-1826): "De belangrijkste remedie tegen de waanzin vind je slechts in een goed georganiseerde instelling."

## Guislain als architect
Guislain ontwierp een psychiatrische instelling die aan zijn eisen voldeed. Als kind was hij vertrouwd met het tekenen en uitwerken van bouwplannen, zodat het niet verwonderlijk is dat hij in 1824 deelnam aan een wedstrijd van de Société des Beaux Arts de Bruxelles voor een ontwerp van een instelling voor geestesgestoorden.

### Architectuur als medicijn
Zijn visie was bijzonder omdat zijn architectuur zijn therapie veruitwendigde. De architectuur van de instelling zorgt voor de morele behandeling. Het idee haalt hij bij Pinel.

De belangrijkste remedie tegen de waanzin vind je slechts in een goed georganiseerde instelling. Het bestaat in de kunst de gealiëneerde in zekere zin te overweldigen en te temmen, door hem in een nauwe afhankelijkheid te plaatsen van iemand die hem door zijn fysieke of morele kwaliteiten onweerstaanbaar in de greep heeft. Pas daardoor kan een zieke aaneenschakeling van ideeën gebroken worden.
— Pinel in zijn 'Traité médico-philosophique sur l'aliénation mentale ou la manie'.

De instelling lag daarom in een rustige omgeving en de gebouwen roepen de indruk van vrijheid en veiligheid op. Guislain moeide zich op allerlei wijzen met de Gentse stadsarchitect Adophe Pauli belast met de uitvoering van de werken.

In alle gebouwen bestemd voor het herbergen van met ongeluk beladen mensen dient een uiting van luxe vermeden te worden. Dat is een feestkleed dat niet bij die omstandigheden past. We moeten een elegante eenvoud beogen. Maar tegelijk moet men alles afschrijven wat het uitzicht van een gevangenis zou kunnen hebben. De muren moeten aangename gevoelens inspireren. Ze moeten een zeker religieus cachet vertonen. Het etablissement zou een landelijk aura moeten hebben. Wat de rijkdom van stijl betreft, van de pijlers aan de buitenkant, op de binnenplaatsen, niets dan gevoegde muren in naakte stenen.
— Jozef Guislain, Leçons orales, zesendertigste les

### Geen gevangenis
Verwijzingen in de architectuur naar opsluiting of gevangenschap vermeed hij of onttrok hij aan het oog. De afsluitende muur is 4,5 meter hoog omdat twee mannen, aldus de uitleg van Guislain, waarbij de één op de andere zijn schouders klimt, niet groot genoeg zijn om te ontsnappen. Naar buiten toe is de muur met reliëfs geornamenteerd. Aan de binnenkant verbergt een haag de stenen. Vensters dienen ter verlichting en verluchting en moeten open kunnen, maar mogen geen ontsnappingen of zelfdoding toelaten. Guislain ontwierp een houten raamwerk in met ijzeren spijlen: niemand kan er door, maar de geometrische lijnen doen niet denken aan tralies: ze zijn flaterend, van buiten ze decoratief als glas in lood en binnen voelt men zich niet opgesloten. "Het verleent onze cellen een riante fysionomie, die op de zieken een uiterst gelukkige uitwerking kent." Michel Foucault noemde deze camouflage een vorm van disciplinering waarbij de zelfdwang de uiterlijke dwang aan de kant, schuift.

### Functioneel eneclectisch
Het symmetrische gebouw mengt neoromaanse, neogotische en neoclassicistische elementen en ontsnapte aan de modernistische bouw- en afbraakwoede. Alles in de instelling heeft zijn functie: de landelijke inplanting brengt gezonde lucht als alternatief voor de 19de-eeuwse stad die moreel en fysiek vervuilt. Contact met de natuur brengt de mens terug in evenwicht: handenarbeid, werken op de velden van de boerderij en de binnentuinen behoren tot de basistherapie omdat ze de zintuigen prikkelen. Daar komt de patiënt in contact met geuren, de warmte van de zon, de frisheid van de wind, mist of sneeuw, het gezang van vogels... De zuidelijke voorgevel zorgt voor een maximale zon op koeren en tuinen, de lichtinval in de lokalen is gepland volgens de functie van de lokalen: slaap-, eet- of werkplek. Ruimte voor privacy was er niet. De hoog uitgewerkte trapleuningen, de rondbooggalerij, de lange gangen, de twee bouwlagen... alles was gepland en aangepast naar het soort patiënt: de volgzamen, de heftigen en de betalende. Bovendien koppelde men de ruimtelijke indeling aan het inwendige reglement en de hiërarchie, het uurrooster en de objecten.

### Model
Het project was baanbrekend in België en opende in 1857 zijn deuren met Guislain als hoofdgeneesheer.
De modelinstelling trok bezoekers uit heel Europa en inspireerde de kloosterzusters uit Menen die het concept in functie van het zicht, het nut en de ziekte overbrengen naar hun psychiatrische kliniek in Menen. Sinds 1999 is het een beschermd monument.

### Galerij
Hedendaagse Het Museum Dr. Guislain, het Gentse psychiatrisch ziekenhuis (bouwjaar 1857), dat nog steeds in dienst is (2023).

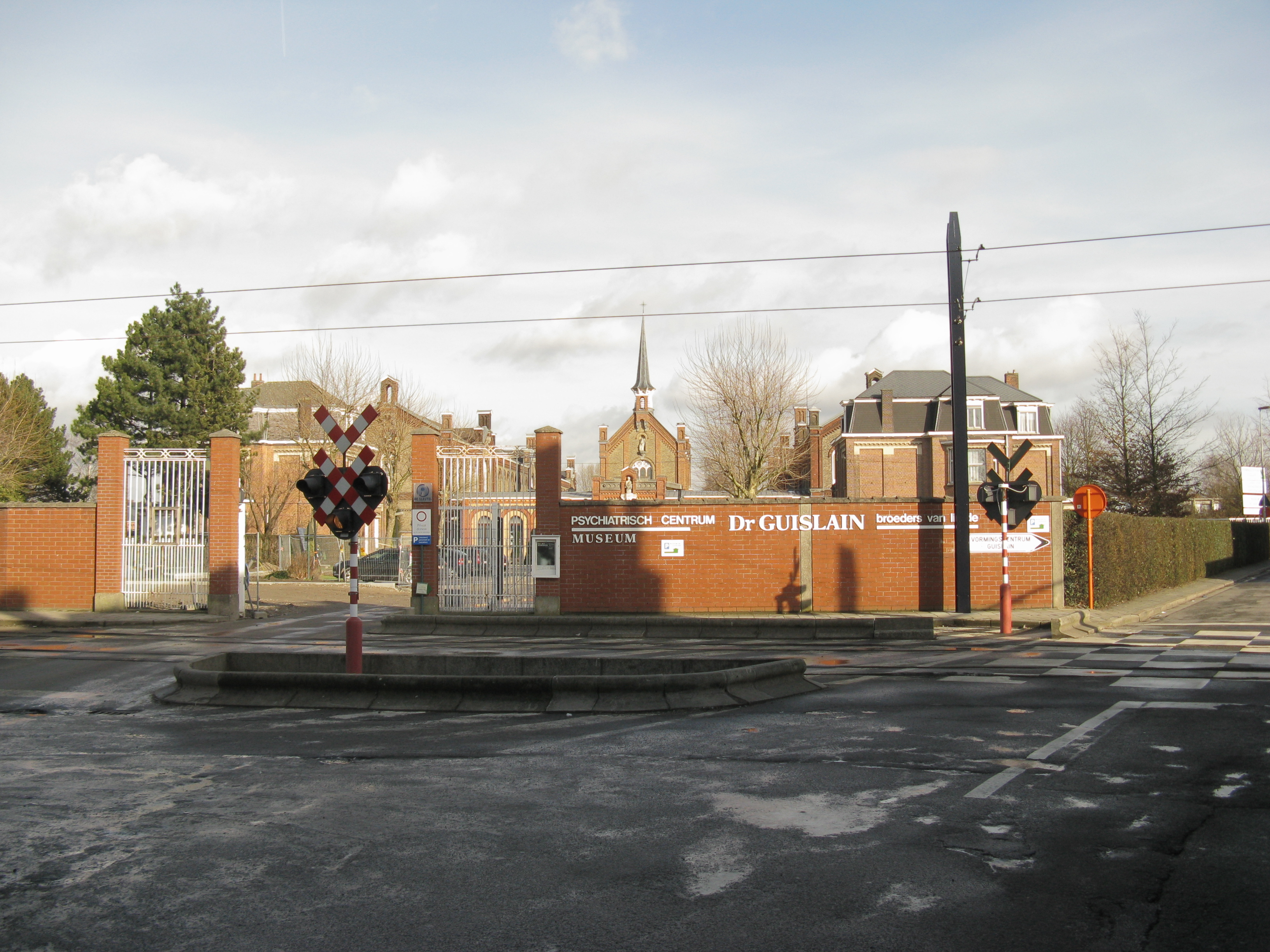
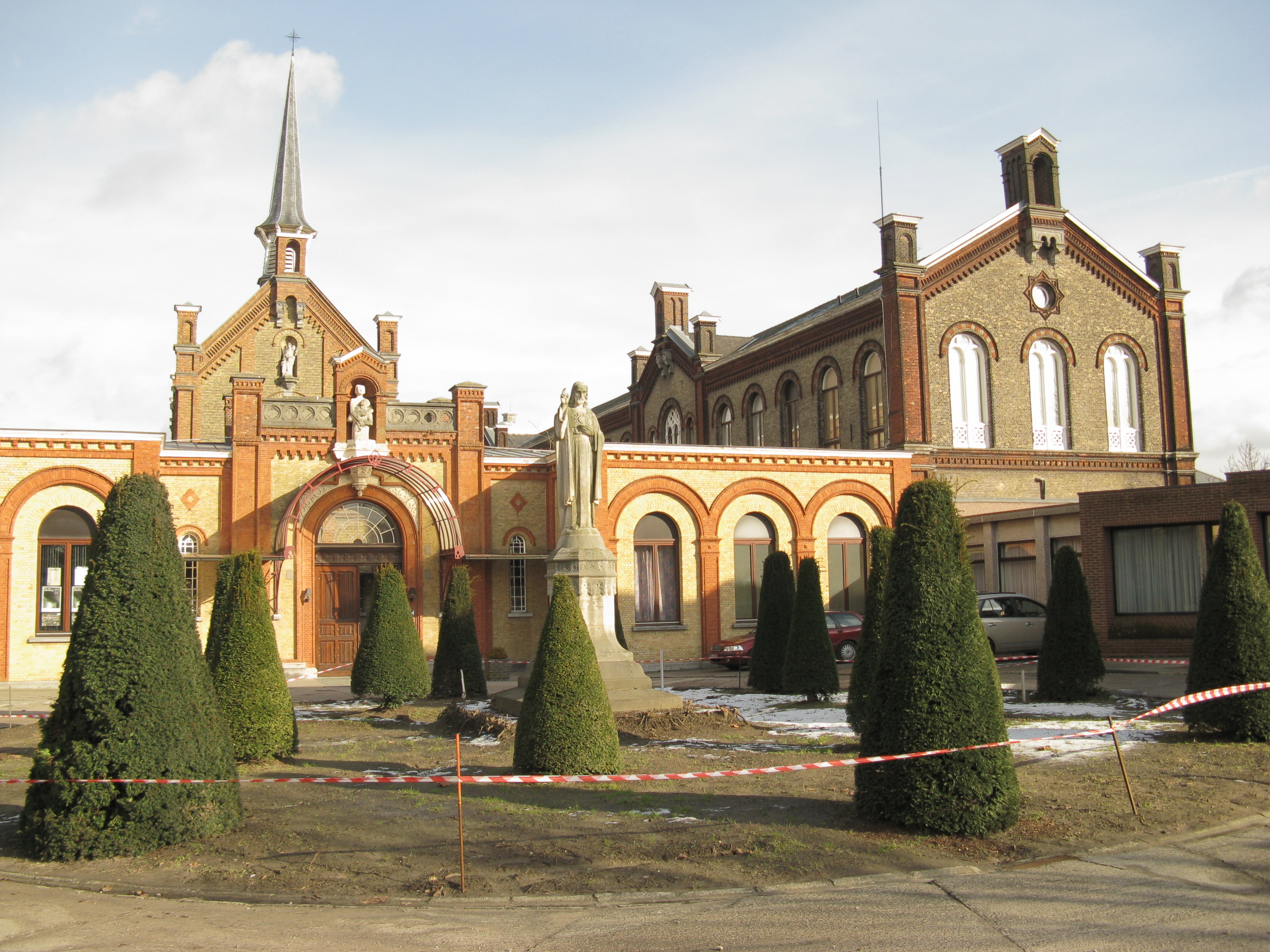
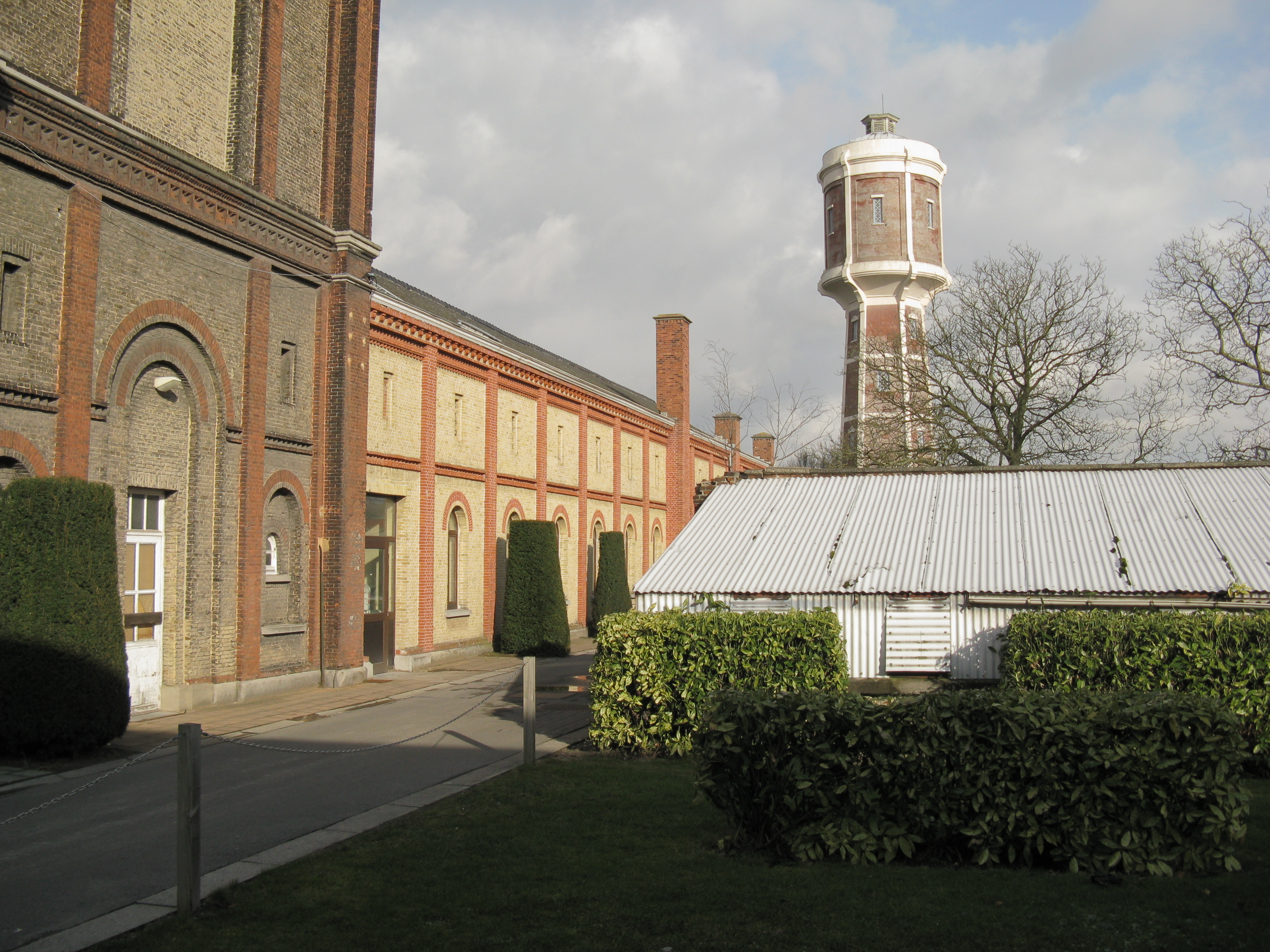
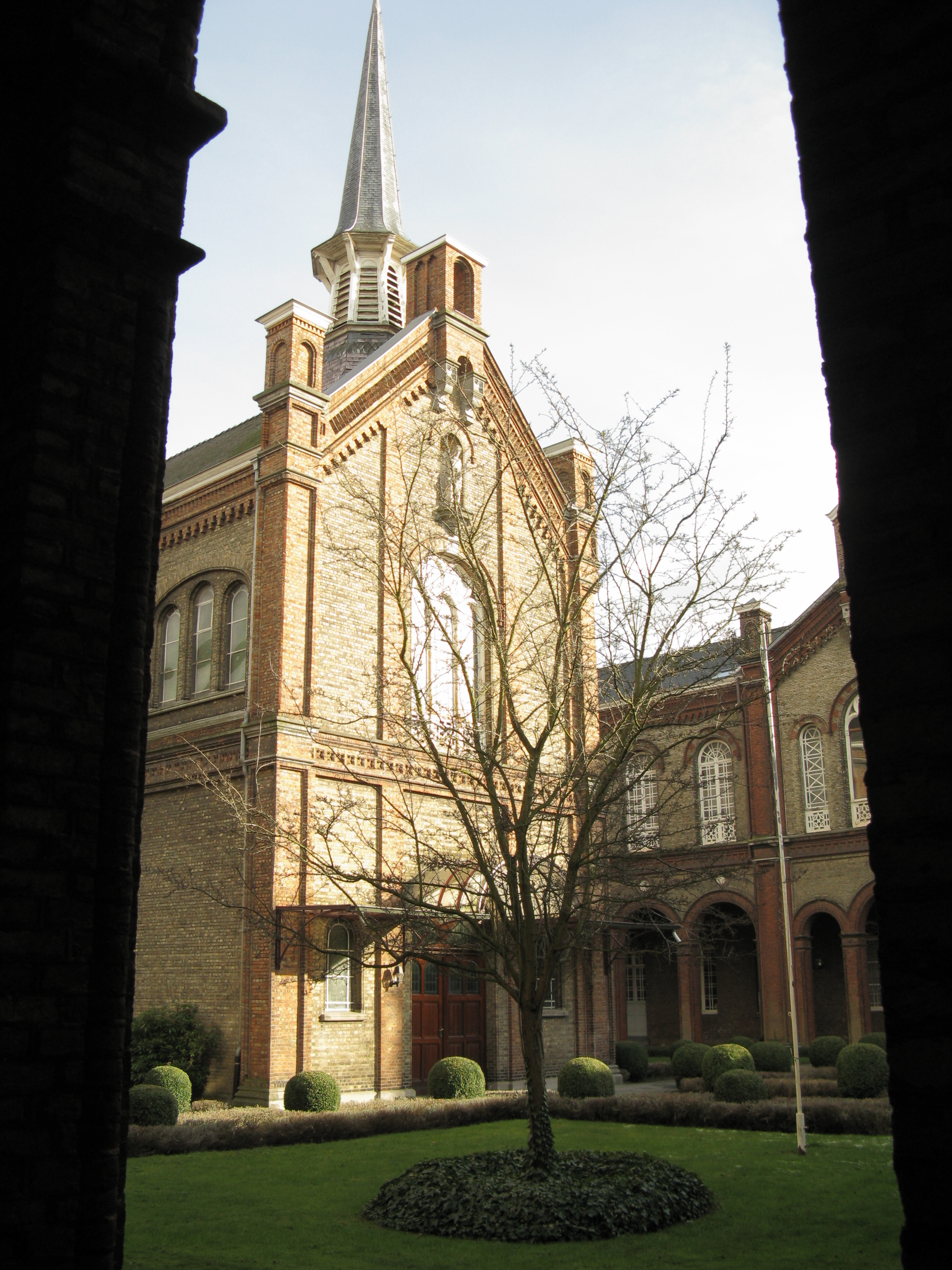

## Guislain als man van cultuur
Voor Guislain kan de beeldende kunst helpen bij de therapie. Kunst lokt de patiënt naar buiten: wandelingen verstrooien, problemen worden vergeten, al geldt dit niet voor de melancholische, de manische of misantropische patiënten, noch voor alle esthetische genres.

De zieke zal bij voorkeur in de schilderkunst het genre van de landschappen en de zeezichten verkiezen. De uitvoering ervan is makkelijker dan geschiedkundige taferelen, bovendien geeft zij aan de verbeelding een grotere diversiteit aan indrukken. (...) Het is daar dat een mooie hemel, groepen bomen, romantische plaatsen, pittoreske zichten, de kleurnuances van om het even welk voorwerp zijn aandacht vragen en hem het dominante idee van zijn waanzin uit het oog doen verliezen.
— Jozef Guislain in Traité sur l'aliénation et sur les hospices des aliénés, 1826

## Guislain als bestuurder
Guislain slaagde erin een nieuwe bestuursvorm door te voeren. Hoewel het stadsbestuur meer voelde voor een lekenbestuur, bereikte hij samen met de opvolgers van kanunnik Triest een overeenkomst over een unieke tweepolige formule. De directie bleef in handen van de broeders maar voor de wetenschappelijke en therapeutische aspecten was de onafhankelijke hoofdgeneesheer verantwoordelijk.

## Overlijden en eerbetoon
In 1855 werd hij benoemd tot officier in de Leopoldsorde. In 1858 stopte hij het lesgeven vanwege ziekte. Jozef Guislain overleed op 63-jarige leeftijd en werd bijgezet op de Campo Santo in Sint-Amandsberg. Zijn standbeeld werd onthuld op 10 juli 1887 op de Begijnhoflaan, en is een ontwerp van Albert Hambresin.
Er hangt ook een gedenkplaat aan de gevel van het huis aan Ingelandgat (vlak bij het Sint-Michielsplein), waar hij gewoond heeft.

### Museum Dr. Guislain
Sinds 1986 bestaat het naar Guislain vernoemde Museum Dr. Guislain, gevestigd in Gent in de door Guislain zelf ontworpen psychiatrische inrichting. Dit museum is gewijd aan de geschiedenis van de psychiatrie.

### Dr. Guislain Award
Sinds 2012 bestaat de naar Guislain vernoemde Dr. Guislain Award, een internationale prijs op het gebied van de geestelijke gezondheidszorg die mede geïnitieerd is door het Museum Dr. Guislain.

## Publicaties
- Traité sur l'aliénation mentale et sur les hospices des aliénés, Amsterdam, 1826.
- Met P. J. Triest: Reglement van de krankzinnigengestichten der stad Gent, Gent, 1829.
- Traité sur les phrénopathies ou doctrine nouvelle des maladies mentales, (...), Brussel, 1833.
- Exposé sur l'état actuel des aliénés en Belgique et notamment dans la province de la Flandre Orientale, Gand, 1838.
- Lettres médicales sur l'Italie avec quelques renseignements sur la Suisse: Résumé d'un voyage fait en 1838 adressé à la Société de Médecine de Gand. 343p. Geb. Gyselinck . Gand, 1840.
- Leçons orales sur les Phrénopathies ou Traité théorique et pratique des maladies mentales, Gent, Hebbelynck, 1852, 3 vol.

## Verwijzingen

### Voetnoten
1. ↑  E. MUYLLAERT. 'Médecin par état, architecte par goût, Joseph Guislain en de architectuur.' In: ALLEGAERT e. a., 2012, p. 66-70.
2. ↑  Guislainramen vinden we het psychiatrisch centrum in Geel, in een gewezen Gents rusthuis in de Lousbergkaai en in het Waalse Dave
3. ↑  Beelden genomen in 2010